# Имало едно време един уестърн
„Имало едно време един уестърн“ (на английски: Twice Upon a Time in the West) е български игрален филм на режисьора Борис Десподов. 

## Сюжет
Бягайки от садистичния си съпруг, Мила попада в призрачен град, някъде в пустинята. Сюрреалистичният пейзаж е служил някога за декор на филмите на Серджо Леоне и местните жители живеят все още в сянката на старите уестърни. Мила намира работа, като домакиня в къщата на мистериозна възрастна жена и много скоро открива, че работи не за друг, а за самата Клаудия Кардинале. Между двете жени се ражда приятелство и те намират сили да се изправят срещу наближаващата опасност. Скоро се появяват романтичен каубой и мистичен индианец и границата между реалността и фикцията започва да избледнява, а когато се появява злодеят, всичко става като на кино.

## В ролите
- Клаудия Кардинале – Клаудия Кардинале
- Диана Паскалиева – Мила
- Алекс Брендемюл – Алекс
- Франсес Гарридо – Рико
- Хосе Нобо (Пепе Фонда) – Пепе Фонда
- Лаура Конехеро – Лаура
- Лауренс Бъртън – индианецът / разказвачът
- Красимир Иванов – Робин
- София Станимирова – София

В епизодите:
- Франсиско Конде – Гилермо Гуерра
- Джошуа Даниел Хершфилд – свещеникът
- Мануел Бокеро – турист / мечтаещият танцьор
- Мария Младенова
- Рафаел Приор Гарсиа
- Хуан Гаскез Симо
- Нуриа Контрераз Алкантара
- Хосе Мигел Торесийа
- Хуан Рубио
- Мойзес Амат Сидано
- Мария Дел Мар Гарсия
- Силвана Нобо
- Еладио Плаза
- Мария Долорес Монтеро
- Шейла Феррер
- Мария Мартинез Хуарес
- Хавиер Хименес Аранда
- Хесус Лазаро
- Рикардо Руиз
- Рафаел Апарасио
- Лаура Артеро
- Мерче Убеда Круз
- Хесус Лагуна
- Хуан Фернандез
- Ийн Уест
- Рафаел Лопез
- Рикардо Круз
- Енрике Дуно
- Хуакин Рубио
- Изабел Пино Диаз
- Хуан Контрерас
- Елой Родригез Гарсия
- Марио Кайела
- Хуан Рафаел Гарсия
- Маркус Калатрава Герреро
- Франсеско Кабрера Гирадо